# Julio Herrera Zapata

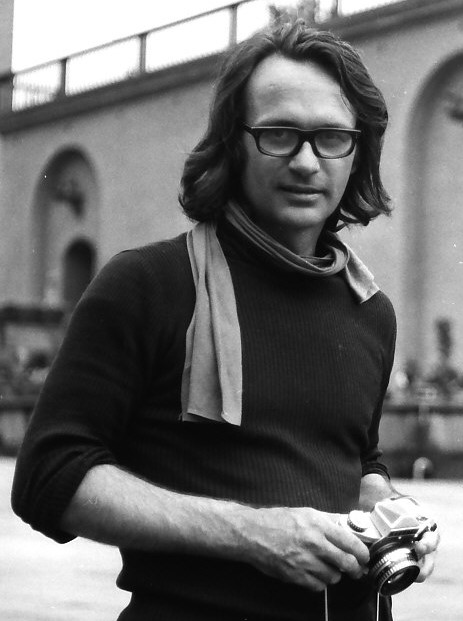

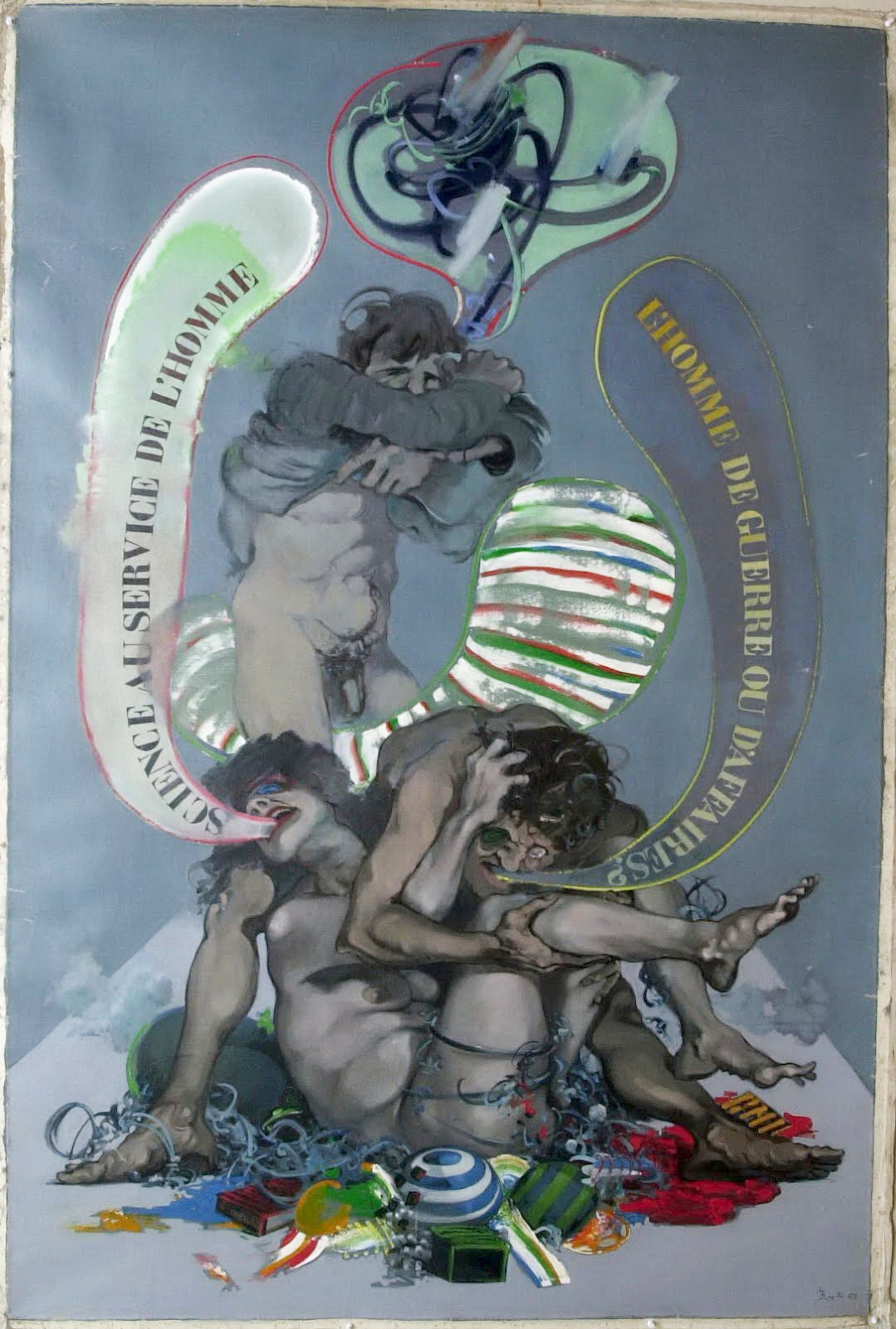
Primer Premio de la I Bienal de Lignano, 1968.

Julio Herrera Zapata (Madrid, 12 de febrero de 1932-París, 26 de mayo de 2001) fue un artista plástico español-cubano que se expresó a través de la cerámica, la pintora al óleo y al pastel, la litografía y los grabados al aguafuerte, enmarcado en el estilo de la Nueva Figuración.

## Primer exilio
Poco después de su nacimiento en Madrid, su familia viajó a la Cataluña natal de su padre, ingeniero militar leal a la República. Tras la derrota republicana, estuvo recluido con sus padres y hermanos en el campo de concentración francés de Argeles-sur-Mer. Consiguieron llegar a Cuba cuando contaba siete años de edad.
En 1953 se trasladó a Nueva York para estudiar Diseño y luego trabajar en medios de comunicación. Tras el triunfo de la Revolución, decidió regresar a Cuba para colaborar en la creación de una nueva sociedad, fundando el Taller Nacional de Cerámica de Santiago de las Vegas. En 1962, después de haber recibido varios premios nacionales e internacionales de pintura, fue incluido en el primer libro que se editó sobre la plástica cubana del siglo XX, titulado Pintores Cubanos, junto a los nombres de los artistas más importantes de Cuba en ese momento, siendo descrito como que “se mantuvo fiel a la figura y el objeto tomado de la realidad”.
Al año siguiente, en Nueva Pintura de Cuba, la académica cultural cubana Graziella Pogolotti le considera “surrealista”, por representar “objetos sencillos y familiares de forma lírica”.

## Segundo exili0
En 1965 viajó a Francia, junto con su segunda esposa cubana, invitado a participar en la Bienal de París de ese año, y decidieron quedarse, residiendo en la Casa de Cuba de la Cité Internationale. Sus obras fueron exhibidas en el Salon de la Jeune Peinture de París en 1967 y 1968. Es último año obtuvo el Primer Premio de la I Bienal de Lignano (Italia) por su obra Science au service de l’Homme.
Tras exponer varios cuadros en la Sorbona ocupada en el Mayo del 68, unos meses después el matrimonio consigue que las autoridades cubanas permitan la salida de sus pequeñas hijas Magda y Siena, y se instalan en el Boulevard Saint-Jacques, donde arreglará el estudio donde se albergó y trabajó hasta el final.

Tras sus primeras obras parisinas, el crítico de arte francés Alain Jouffroy en la revista Opus International n.º 18 (junio 1970) le consideró:
«creador de una obra de gran fuerza, de la que se nos permite admirar su irresistible ascensión. Sus últimas obras, que muestran la representación del movimiento como tema y el erotismo como sujeto, nos introducen en una escabrosa intimidad, en la que la torpeza de los cuerpos para amarse solo es igualada por su frenesí, su dominadora violencia».

En su bohemio estudio de París,
«fragua un itinerario estético permeable a las últimas tendencias de la época, pero sin renunciar a la concomitancia pertinaz con el legado histórico del arte», que junto con «el hiperrealismo freudiano que caracteriza el tratamiento de la criatura humana en la obra de Zapata (y) su singular aplicación de la fotografía como referencia documental para su recreación plástica, erigen su iconografía»
según el catálogo de la exposición de Miami en 2012, escrito por Jesús Rosado y reproducido en nagarimagazine.com.  En otra revista le valoran como «otro maestro de la pintura de la diáspora cubana totalmente silenciado en la Isla y apenas conocido en Estados Unidos».
A partir de los setenta realiza exposiciones personales en Francia, Suiza, Suecia, Bélgica, Alemania y Estados Unidos. Junto con pinturas al óleo de grandes dimensiones, creó obras al pastel de cariz erótico, siendo distinguido por su dominio del color con el título de “maestro pastelista” por la prestigiosa Sociedad de Pastelistas Franceses (de la que era miembro desde los setenta). También se dedicó al grabado, realizando varias series depositarias de una profunda crítica social.

## Tercer exilio
En los noventa se fue a vivir con su tercera esposa mexicana a la comunidad de Chichihuixtán en Chiapas, donde construyó a mano su casa y colaboró con los campesinos para mejorar sus cosechas, tomando la naturaleza como motivo para su pintura. Tras el alzamiento zapatista de 1994, las autoridades mexicanas le expulsaron por considerarle un peligroso descendiente del revolucionario Emiliano Zapata, y tuvo que regresar a su bohemio estudio parisino. 
En 2001, mientras preparaba un libro sobre los dictadores del siglo XX, le fue diagnosticado un cáncer de pulmón que le concedería apenas un mes de vida, así que convocó a sus amigos y familiares dispersos por varios países, para despedirse con una fiesta.
Dejó impresos dos libros de grabados de limitadas ediciones: Mutilantes y Mutilados de 1973, y Poètes TÉMOINS des événements du XXe siécle cccompagnés des gravures de ZAPATA, terminado poco antes de fallecer. Sus cenizas descansan en los campos de Grañena de las Garrigas, provincia de Lérida, Cataluña, entre los árboles de la casa de campo construida por su padre.
En 2012 se le organizó una exposición-homenaje en Miami, que constituyó su descubrimiento para la colonia cubana del exterior.